# August von Gerlach
August Friedrich Bernhard von Gerlach-Parsow (* 28. August 1830 in Parsow, Kreis Fürstenthum; † 20. September 1906 ebenda) war Gutsbesitzer, königlich preußischer Landrat und Politiker.

## Familie
Er entstammte einem Adelsgeschlecht aus dem niederschlesischen Breslau (14. Jahrhundert), später aus Nienburg (Saale) im Landkreis Bernburg (17. Jahrhundert), und war der Sohn des Gutsbesitzers Karl Heinrich von Gerlach (1783–1860), Fideikommissherr auf Parsow und Schwemmin und Gutsherr auf Dornow sowie preußischer Landrat des Kreises Fürstenthum, und der Charlotte von Beyme (1792–1870), Gutsherrin auf den Gütern Trienke, Drosedow, Steglitz, Dahlem, Schmargendorf und Ruhleben.
Gerlach heiratete am 22. Februar 1861 auf Gut Groß-Dubberow Asta von Kleist (* 6. Juli 1840 auf Gut Groß-Dubberow; † 14. April 1933 auf Gut Parsow). Das Paar hatte folgende Kinder:

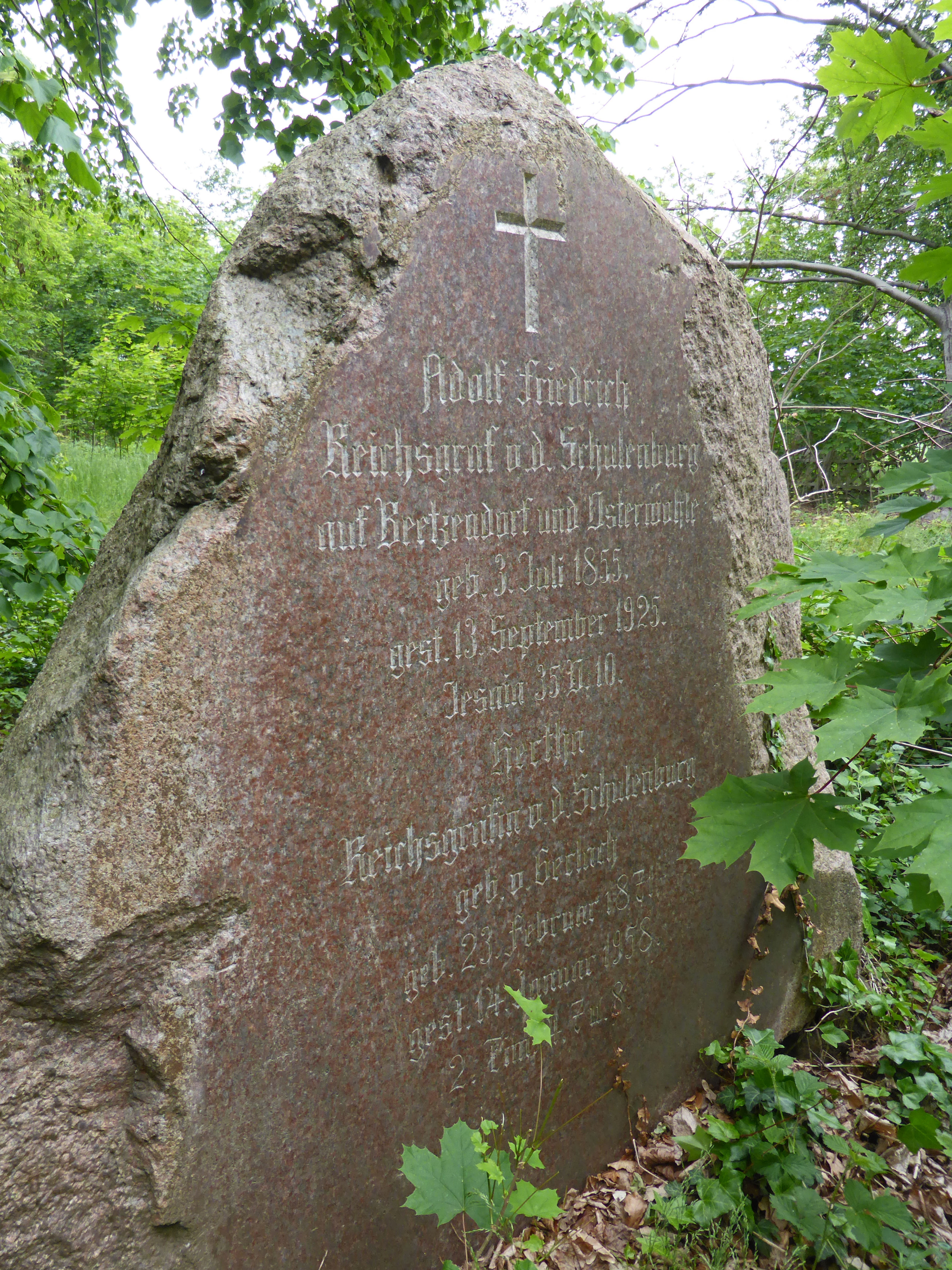
Gedenkstein für Hertha Reichsgräfin von der Schulenburg und ihren Ehemann bei Beetzendorf

- Asta (* 16. April 1863; † 9. Mai 1948) ⚭ Freiherr Carl von Pachelbel-Gehag-Ascheraden (* 15. Juni 1859; † 31. Januar 1942)[2]
- Luise (* 7. August 1866) ⚭ 1891 Karl Ernst Manfred von Richthofen (* 24. Mai 1855; † 28. November 1939)
- Hertha (* 23. Februar 1871; † 14. Januar 1958) ⚭ 1907 Adolf Friedrich Reichsgraf von der Schulenburg auf Beetzendorf (Großer Hof) und Osterwohle (* 3. Juli 1855; † 13. September 1925), Sohn von Werner von der Schulenburg. Ein Gedenkstein auf dem Gutsfriedhof Beetzendorf erinnert noch heute an das Ehepaar.
- Karl August (* 2. Dezember 1883; † 1945) ⚭  1910 Ruth von Bonin (* 14. April 1888; † 8. Januar 1964).

## Leben
Gerlach war wie sein Vater Fideikommissherr, nach dem Ableben seines Bruders Bogislav von Gerlach, auf den beiden Gütern Parsow und Schwemmin und Gutsherr auf Trienke und Drosedow.
Er war von 1857 bis 1872 Landrat des Kreises Fürstenthum, nach dessen Auflösung 1872 Landrat des neugebildeten Kreises Köslin bis 1891.
In den Jahren 1866 bis 1870 war er Mitglied des Preußischen Abgeordnetenhauses, 1871 bis 1887 und 1890 bis 1895 Mitglied des Reichstags als Abgeordneter für die Konservative Partei bzw. Deutschkonservative Partei (so genannt ab 1876). Im Jahre 1889 wurde er auf Präsentation des alten und des befestigten Grundbesitzes im Landschaftsbezirk Herzogtum Kassuben Mitglied des Preußischen Herrenhauses, dem er bis zu seinem Tod angehörte.

## Orden und Ehrenzeichen
- Preußischer Kronenorden 2. Klasse (1891)